# Marija Kovčo
Marija Kovčo (* 26. Januar 1988 in Starnberg) ist eine kroatische Schauspielerin und Sängerin.

## Leben
Die Eltern von Kovčo stammen aus Kroatien, die Schauspielerin selbst wurde in Starnberg geboren. Sie arbeitete zunächst als Heilerziehungspflegerin, machte parallel dazu eine klassische Gesangsausbildung. Von 2015 bis 2018 absolvierte sie an der MFA – München Film Akademie ein Schauspielstudium mit dem Bachelor-Abschluss. Während dieser Zeit ließ sie sich auch zur Gesangslehrerin ausbilden. Ein Jahr später kam der Master im Aufbaustudium Bühne hinzu. Marija Kovčo erhielt zunächst in verschiedenen Theaterstücken Haupt- und Nebenrollen, bevor sie 2021 eine Aushilfskommissarin in vier Episoden der Rosenheim Cops spielte. Als Laura Schmidt traf sie in Rosenheim an der Mangfall und am Inn auf den von ihr getrennt lebenden Ehemann Thomas Schmidt (Moritz von Zeddelmann), der sich wie sie um einen Aushilfsjob in Oberbayern beworben hatte. Die erste Folge mit den beiden Vertretungskriminalisten wurde am 18. Oktober 2022 im Vorabendprogramm des ZDFs ausgestrahlt. In der Nebenrolle Polly Hansen stand die Münchnerin im gleichen Jahr auch für die Chefin vor der Kamera.

## Filmografie Fernsehen
- 2022: Die Chefin – Nebenrolle Polly Hansen
- 2021: Die Rosenheim-Cops – Aushilfskommissarin Laura Schmidt (Vier Episoden in der Staffel 22)

## Theater (Auswahl)
- 2017: Closer, von Patrick Marber – Anna
- 2018: Dinner with friends, von Donald Margulies – Karen (Hauptrolle)
- 2018: Angels in America, von Tony Kushner – Harper (Hauptrolle)
- 2018: Four dogs and a Bone, von J.P. Shanley – Colette
- 2019: Der eingebildete Kranke, von Molière – Beline (Nebenrolle)
- 2019: Der Diener zweier Herren, von Carlo Goldoni – Beatrice Rasponi (Hauptrolle)
- 2019: It´s all in the timing, von David Ives – Frau Trotzki (Hauptrolle)
- 2019: Ungehaltene Reden ungehaltener Frauen, Christine Brückner – Gudrun Ensslin (Hauptrolle)
- 2022: The Amish Project – Velda